# Reixtuní
Els Reixtuní (en armeni Ռշտունի) va ser una família de nakharark (nobles) d'Armènia, que tenien com a feu hereditari el Reixtunik, al sud del llac Van amb la ciutat capital de Vostan, l'illa-fortalesa d'Althamar i la població de Tospia, (Van) l'antiga capital del regne d'Urartu. També dominaven el principat de Bznuniq, on s'havia extingit la branca principal de la dinastia i havien adquirit els seus dominis a la vora del llac. Els Reixtuní es reclamaven descendents del rei Rusa d'Urartu. Tradicionalment se'ls atribueix un origen diví hàikida (descendent d'Haik), però efectivament el seu nom està connectat amb el nom urartià de Rusa o Rusha, que tenien el nucli del seu govern a la mateixa zona, i efectivament serien d'origen reial urartià. Teodor Reixtuní va ser un dels seus personatges principals.

## Història
Es menciona un Manadjihr o Manushar Reixtuní cap a l'any 330. El seu germà Zora, esmentat entre els anys 335-350, es va revoltar contra el rei Tigranes VII d'Armènia, ajudat pels Arzerunis. Probablement va participar també a la revolta el seu nebot Megundak, fill de Manushar. L'aixecament es va fer en protesta pel tracte del rei a l'església. El rei Tigranes el va atacar Timoriq (província de Kordjaiq o Corduena) i Zora, abandonat pels seus soldats, es va rendir. Tigranes va ordenar l'extermini de les famílies Reixtuní i Arzerunis, dels que només es van salvar dos membres, Tadjat Reixtuní (nebot de Zora) i Savaspes Arzeruni, que van ser protegits per Vardan i Vasaces Mamiconi. Tadjat Reixtuní va recuperar els dominis potser l'any 360. Després d'ell apareix Garegin Reixtuní (als voltants del 370-380). Al segle v, cap a l'any 445 va destacar Artak Reixtuní.
La figura més rellevant de la família va ser Teodor Reixtuní, Ishkhan de Reixtunik i conestable d'Armènia des de potser l'any 638 fins al 653. Va governar també amb el títol concedit per l'Imperi Romà d'Orient, de patrici, entre els anys 638-645.
Aproximadament l'any 629, a proposta del nakharar Teodor Reixtuní va ser elegit patriarca Khristaphor II d'Apahunik, vinculat a la casa dels Reixtuní. Però no era la persona adequada o no va congeniar amb el marzban persa i molt aviat va ser destituït, potser el 630. Al saber-se la notícia de la invasió àrab, Teodor Reixtuní va establir una guàrdia a les fronteres i va crear un refugi i reducte defensiu a l'illot d'Althamar, a la part sud del llac Van. El 640 Teodor va quedar de fet com a governador de tota Armènia per la vacant del govern de Persarmènia i la desaparició de l'Imperi Sassànida. Des del 640 al 646 els àrabs van enviar cada any una expedició. El primer districte envaït va ser Coltene, el mateix 640, i van seguir Artaz (a Baspracània)) i Kogovit. En aquest darrer lloc hi havia l'ixkhan Teodor junt amb forces romanes d'Orient dirigides pel general Procopi. Els romans d'Orient no van actuar però Teodor va fer una emboscada a Saraken, va matar molts àrabs, i es va retirar a Garní. En canvi Procopi va ser derrotat.
El 642 aproximadament, els àrabs van envair Armènia. Van ocupar Dvin el 6 d'octubre del 642. Teodor va intentar atacar-los en retirar-se, però en va sortir derrotat. Teodor va demanar a l'emperador la llibertat de l'antic governador Varaz-Tirots Bagratuní i del seu fill Simbaci II Bagratuní que tenia el títol de spathar o spatharios, i eren a l'Àfrica, però l'emperador només va permetre que tinguessin un exili daurat al Bòsfor. Teodor va obtenir la llibertat de Baanes Korkhoruni, un altre presoner dels romans d'Orient. Varaz-Tirots es va escapar i va marxar a Trebisonda i d'allí a Taik, on Teodor el va rebre molt bé i també el patriarca, i el van reconèixer com a governador d'Armènia.
Teodor no va tardar a perdre la confiança dels romans d'Orient i va ser empresonat i portat a Constantinoble, però l'emperador Constant II el va alliberar. El 643 l'emperador va acceptar que Varaz-Tirots exercís el govern d'Armènia i li va donar el títol de Curopalata, però va morir poc després i el va succeir el seu fill Simbaci II que va ser a més aspet i drungari de l'exèrcit. Al mateix temps però Teodor va ser nomenat ixkhan i patrici per l'emperador Constant II, càrrec que també va rebre Khatxean Aravekhian i Shapuh Amatuní. El 643 els àrabs van entrar altra vegada al Airarat i encara que els van poder aturar davant Ardzaph al Kogovit, finalment van ocupar la ciutat el 10 d'agost del 643 i van massacrar als defensors, si bé l'endemà Teodor els va sorprendre i va alliberar els presoners.
El 645 l'expedició àrab la va dirigir Habib ibn Màslama que amb ajut de Vardik de Mokq va saquejar Apahunik, Shirak i Bagrevand i va ocupar Dvin sense que Teodor pogués evitar-ho.
El 653 l'emperador va destituir Teodor, que va traspassar les seves funcions a Simbaci II Bagratuní. En resposta Teodor va fer que els seus contingents, manats pel seu fill Vard Reixtuní, abandonessin la lluita, cosa que van fer al mig d'una batalla a l'Eufrates. Després d'això només podia aliar-se als àrabs, i ho va fer en nom propi i de tota l'Armènia sobre la qual de fet tenia el control. El califa Muàwiya ibn Abi-Sufyan va acceptar el pacte i va donar a l'Armènia autonomia local i set anys d'exempció d'impostos a canvi de pagar 500 dinars de plata a l'any i d'aixecar un exèrcit de quinze mil homes pel califa; cap força estrangera podria entrar a Armènia però els àrabs no hi enviarien tampoc guarnicions, però sí hi podrien enviar exèrcits si era envaïda pels romans d'Orient. Una assemblea de nakharark va acceptar la proposta i Gregori I Mamiconi i Simbaci II Bagratuní es van constituir en ostatges del califa.
Constant II va reaccionar i va envair Armènia l'any 654. Es va establir a Teodosiòpolis i molts nakharark van anar a la ciutat i li van fer submissió, entre ells els Bagratuní de Sper, els Manali, els Daranali, els Ekeleatzi, nakharark de la regió de Karin, del Taik, de Bassèn, Vanand i Shirak, els Korkhoruni, els Dimaksian, Musel Mamiconi de l'Airarat, els Aravekhian, els Aranean, els Varajnuní, els Gentuni i els Spanduni. Fins i tot el patriarca Narses va oferir lleialtat a l'emperador. Es van enviar oficials a detenir a Teodor, però aquest els va empresonar i es va refugiar a l'illa de Althamar al llac Van. El seu gendre Gregori Vahevuní es va fortificar a Arphat amb el tresor armeni. També li donaven suport Siunia, Aghuània i Kartli. L'emperador va entrar a Dvin i s'hi va establir. Musel Mamiconi va ser nomenat Cap de la Cavalleria i lloctinent general. Llavors va imposar la doctrina del Concili de Calcedònia. Finalment l'emperador va retornar a Constantinoble i va nomenar governador a Maurià.
Només sortir l'emperador, Narses va fugir a Taik per por de Teodor. Aquest va sortir d'Althamar i es va reunir amb el seu gendre Hamazaspes Mamiconi, que era el cap de la família dels Mamiconis i va demanar ajut als àrabs que van enviar set mil homes. Teodor va anar a Damasc i es va fer client del califa Muàwiya, que el va nomenar senyor d'Armènia, Aghuània i Siunia. Un exèrcit àrab va fer reconèixer la sobirania del califa a tots el nakharark l'any 655. Teodor va entrar a Dvin amb els àrabs, que després van tornar a Síria. El general Habib ibn Màslama al-Fihrí es va establir al Aragadzotn com una espècie d'ambaixador i àrbitre, però els seus soldats no estaven acostumats al fred. Maurià va reorganitzar les seves forces i va contraatacar i va poder restablir la situació. Els àrabs van travessar l'Araxes en retirada i es van establir a Zarehavand (al Bagrevand). Maurià va recuperar Dvin i quan anava cap a Naxçıvan l'any 656, els àrabs el van sorprendre i el van derrotar. Maurià va fugir cap a Geòrgia. Els àrabs van atacar Teodosiòpolis i van saquejar aquesta i altres ciutats. Teodor, acusat pels àrabs de l'avenç dels romand d'Orient, va ser cridat a Damasc on va morir poc després d'arribar (potser el 656). Es va reduir el poder i el territori dels Reixtuní. El Beznunik va ser donat als Mamiconis, i més tard va passar als Bagratuní, i van quedar com a vassalls dels Arzerunis. Els àrabs van nomenar governador a Hamazasp Mamiconi.
El seu fill Vard va continuar al front de la família fins al 705 i llavors o poc després els Reixtuní es van extingir.